# Александрова (деревня)
Александрова — деревня в Кудымкарском районе Пермского края. Входила в состав Белоевского сельского поселения. Располагается на реке Кузьве западнее от города Кудымкара. Расстояние до районного центра составляет 25 км. По данным Всероссийской переписи населения 2010 года, в деревне проживало 7 человек (3 мужчины и 4 женщины).

## История
По данным на 1 июля 1963 года, в деревне проживало 74 человека. Населённый пункт входил в состав Кузьвинского сельсовета.